# 罗阿诺克河
罗阿诺克河（英語：Roanoke River，/ˈroʊəˌnoʊk/）是美国弗吉尼亚州南部和北卡罗来纳州的东北部的一条河流长约410英里（660），是美国东南部的一条主要河流。